# Dorsale dell'Adda
La Dorsale dell'Adda è un percorso ciclopedonale che corre da nord a sud lungo il confine occidentale del Parco dell'Adda Sud, mantenendosi parallelo al corso dell'Adda.
Esso tocca luoghi di grande interesse paesaggistico, ambientale e architettonico.

## Percorso
Il percorso ha inizio al ponte sulla Muzza presso Lavagna e inizialmente corre a lato delle strade provinciali 181 dir e 201, attraversando i centri abitati di Comazzo, Marzano e Zelo Buon Persico.
Dopo quest'ultima località inizia il percorso parallelo alla strada provinciale 16, che correndo sul ciglio dell'antico terrazzo fluviale tocca Mignete, Villa Pompeiana, Galgagnano, Arcagna, Montanaso e San Grato, entrando infine a Lodi.
Attraversato il capoluogo provinciale lungo le piste ciclabili urbane, il percorso abbandona la città lungo la strada vecchia Cremonese; a partire dalla Cascina Pompola utilizza il vecchio tracciato della strada provinciale 26, toccando Caviaga, Basiasco, Turano e la Colombina di Bertonico, correndo nell'ultimo tratto parallelamente alla Muzza.
Dopo Castiglione si segue la strada provinciale 27, in parte a fianco del tracciato stradale, in parte lungo il vecchio tracciato abbandonato; in questo tratto si toccano i centri abitati di Camairago, Cavacurta, Maleo, Cornovecchio e Meleti.
Il percorso termina a Castelnuovo, al limite meridionale del Parco dell'Adda Sud.

## Caratteristiche
Il percorso ha una lunghezza complessiva di 61,7 km, percorribili con facilità in circa 3 h di tempo.
Il dislivello complessivo è di 118 m nel senso della discesa (nord-sud) e di 58 m nel senso della salita (sud-nord). Il percorso è quasi interamente pavimentato e protetto per circa metà della lunghezza, ed interamente segnalato.